# ヴァルデック＝ピルモント自由州

ヴァルデック＝ピルモント自由州 (1918-1921年)
ヴァルデック自由州 (1921-1929年)
Freistaat Waldeck-Pyrmont(1918-1921)
Freistaat Waldeck(1921-1929)

ヴァルデック＝ピルモント自由州またはヴァルデック＝ピルモント自由国（ドイツ語: Freistaat Waldeck-Pyrmont）は、1918年のドイツ革命により、ヴァルデック＝ピルモント侯国の君主制が倒されて成立したドイツ国の自由州である。1921年には飛地のピルモントが分離してプロイセン自由州ハノーファー県に編入されたのち、1929年にプロイセン自由州ヘッセン＝ナッサウ県に併合されて消滅した。現在はヘッセン州ヴァルデック＝フランケンベルク郡の一部となっている。ヴァルデック＝ピルモント自由州では君主制廃止にあたって新たな州憲法を制定しておらず、これはヴァイマル共和政における州では唯一の例であった。

## 歴史
1918年11月11日にカッセル労兵レーテ評議会がヴァルデック＝ピルモント侯フリードリヒの退位を求めて蜂起し、翌日には首都アーロルゼンでも労兵レーテ評議会が結成された。これを受けてフリードリヒは11月13日に退位したが、内政は1914年から国務長官を務めるカール・フォン・レーデルンが引き続き担当した。1919年3月8日には州議会選挙が行われ、ドイツ社会民主党が得票率30.4%で第一党となり、ドイツ国家人民党およびドイツ民主党と連立した。州議会は1919年4月8日に召集された。 
ピルモントはプロイセン自由州内にある飛地であったが、1921年11月30日に帰属を問う住民投票が行われた結果、プロイセン自由州への編入が決定した。これに合わせて州の名前もヴァルデック自由州 (Freistaat Waldeck) に改称された。ピルモントは1922年4月1日をもってプロイセン自由州ハノーファー県に編入された。
もともとヴァルデック＝ピルモント侯国は小国で、普墺戦争中の1867年にプロイセン王国と契約を結んでその統治を委ねていた。独自の君主を戴く独立国の体裁を保ちながらも実質的にはプロイセン王国の保護国となっており、行政の長たる国務長官 (自由州となったのちは州長官) もプロイセン首相の任命を受けるなど、その主権は制約されていた。その小ささゆえに今後も自国内での歳入だけでは自治にかかるコストを負担しきれないことは明らかであったため、1928年3月23日に先の契約に基づいてプロイセン自由州への併合に関する州間条約が調印された。これは1928年4月2日に州議会で批准され、併合期日は1929年5月1日とされた。   
1929年5月1日にプロイセン自由州ヘッセン＝ナッサウ県に併合されたことでヴァルデック自由州は消滅した。

## 州長官 (1918–1929年)
- 1918–1920年：カール・フォン・レーデルン
- 1920–1929年：ヴィルヘルム・シュミーディンク (ドイツ人民党)
- 1929年：ヘルベルト・ヘルベルク